# François Cheval
François Cheval est un commissaire d'expositions et ex-directeur de musée.

## Biographie
François Cheval est né en 1954, formé à l’histoire et à l’ethnologie, il est conservateur de musée depuis 1982, successivement à la conservation des musées du Jura, du musée des Beaux-Arts de Dole en particulier, et au musée Léon Dierx, à Saint-Denis de la Réunion. Fondateur et directeur du Frac Franche-Comté, situé au sein du musée des Beaux-Arts de Dole, de 1987 à 1996.
Après son départ en 1996 du musée Léon Dierx de la Réunion, il dirige le musée Nicéphore-Niépce à Chalon-sur-Saône, jusqu'en 2016 où Il a notamment pris l’initiative de plusieurs rétrospectives.
Ses projets muséaux n'ont pas été suivis par la municipalité de Chalon-sur-Saône et cela contrarie ses ambitions. Il quitte la direction du musée Nicéphore-Niépce en 2016,.

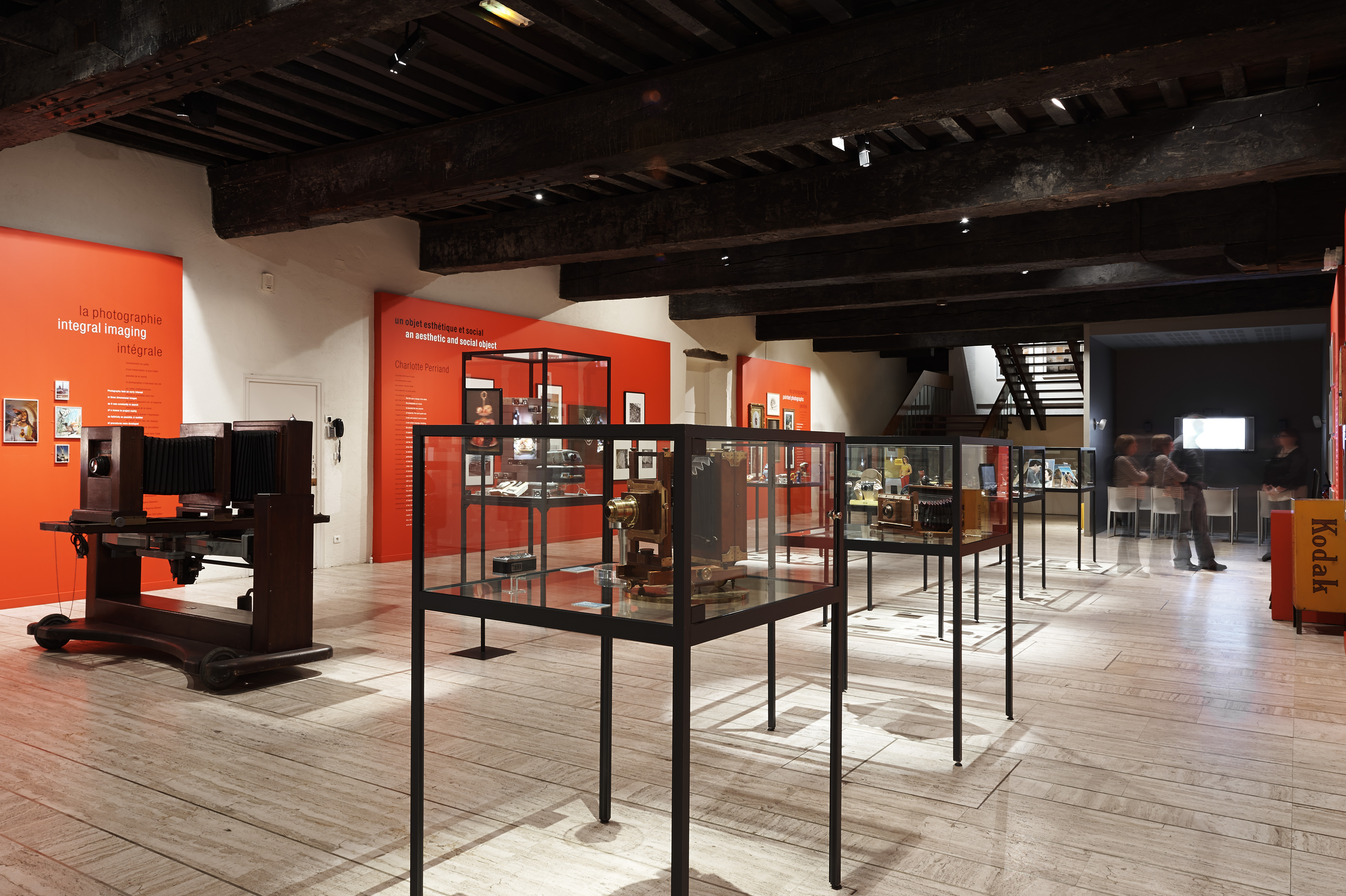
Salle Durville au musée Nicéphore-Niépce, 2013

François Cheval, co-fonde avec Duan Yuting en 2017 à Lianzhou (RPC) le Lianzhou Museum of Photography. Il est actuellement directeur du Centre Photographique de Mougins qu'il crée en 2020.[réf. souhaitée]